# Pleureuse dans l'Égypte antique

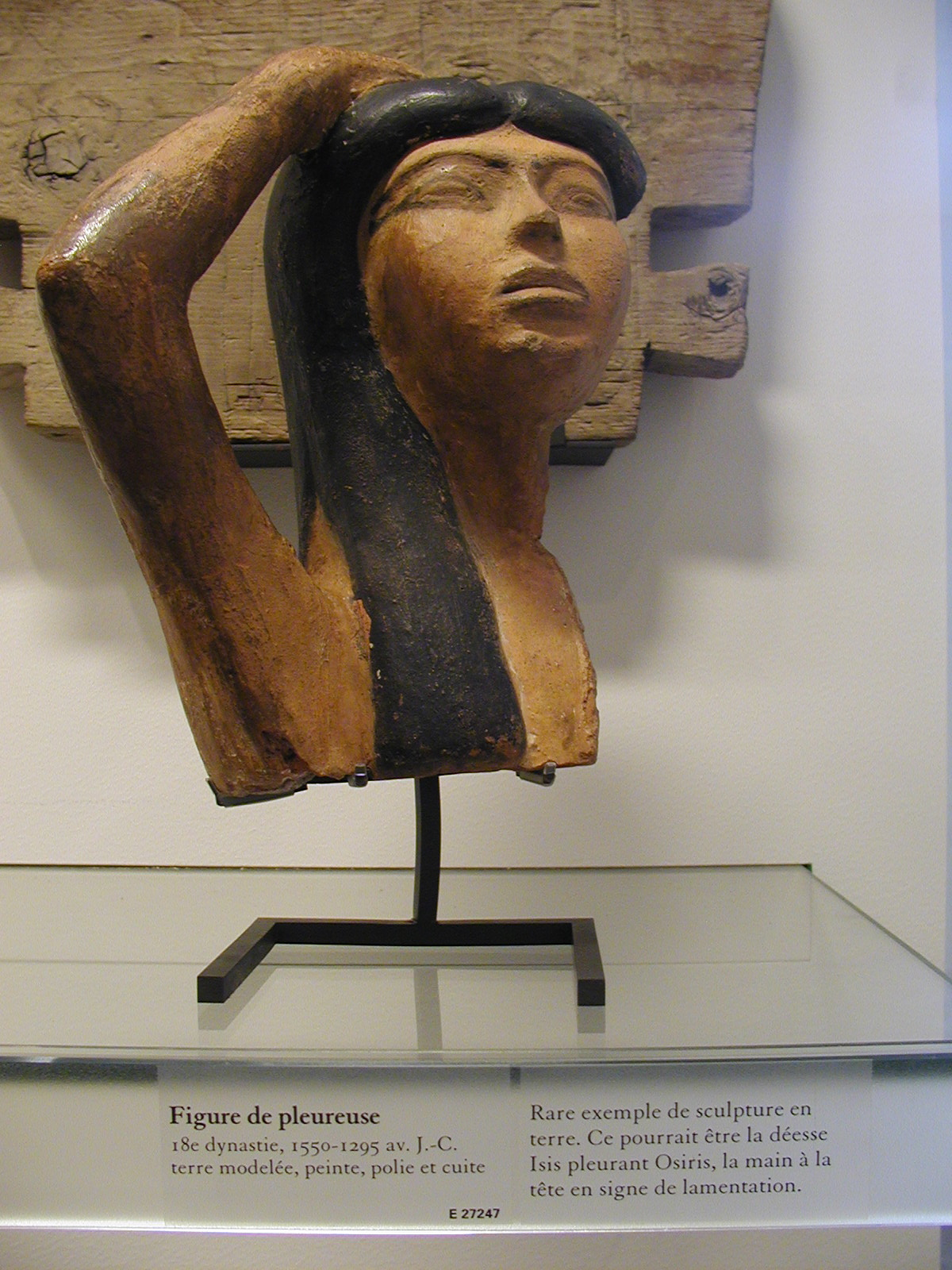
Figure de pleureuse avec une des attitudes typiques du deuil (le bras replié sur la tête),
Musée du Louvre.

Dans les cérémonies funéraires de l’Égypte Antique, les pleureuses, sont des femmes qui, par leurs cris et les versets scandés, rythment le transport de la dépouille vers sa dernière demeure. Certaines font partie de l'entourage du défunt, d'autres sont probablement payées par sa famille.
La déesse Isis, lorsqu'elle veille sur la dépouille mortelle de son mari Osiris, est représentée en pleureuse se lamentant les bras levés au ciel ou sous la forme d'un milan.

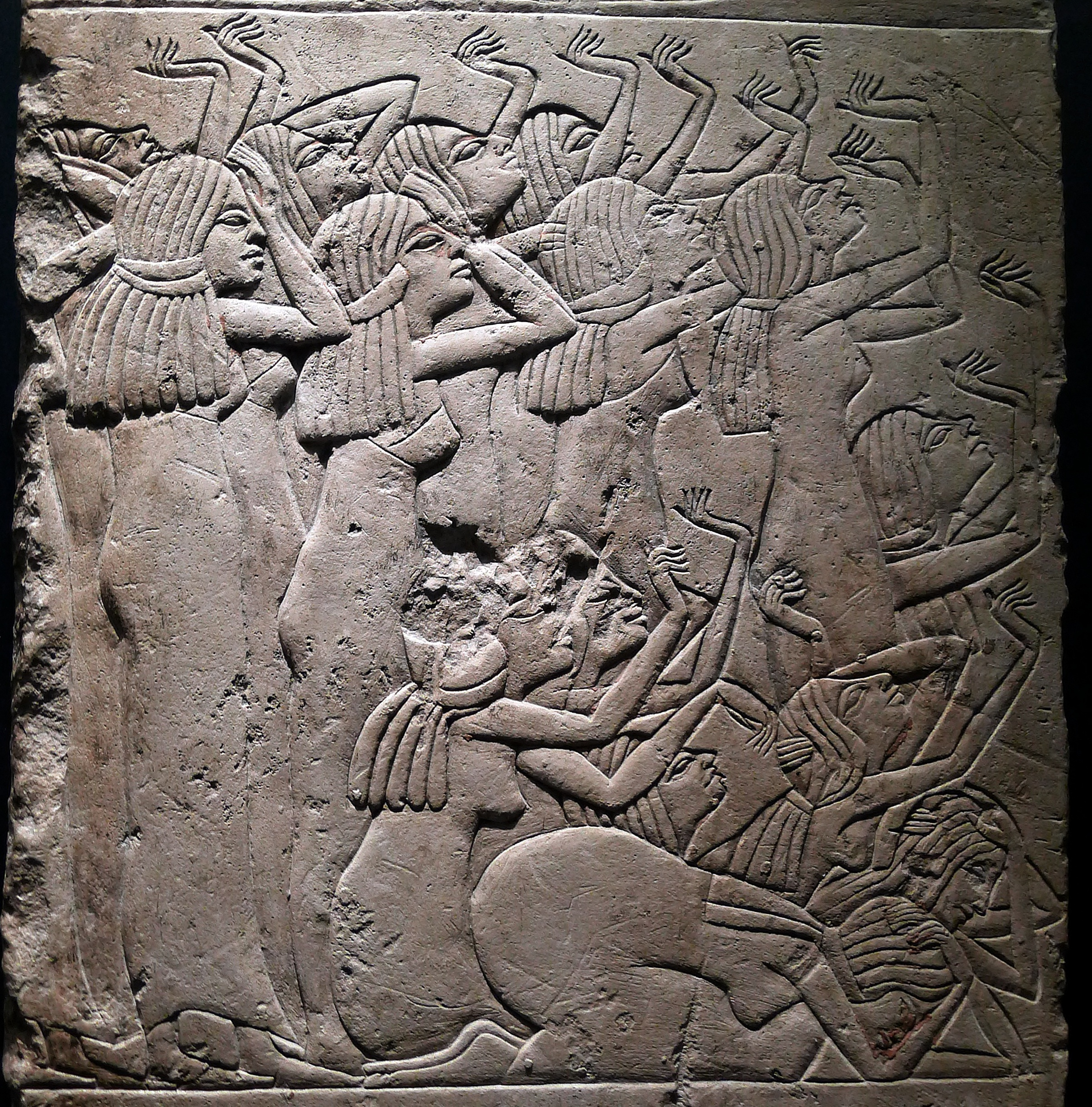
Pleureuses vers 1330 av. J.-C. Musée du Louvre.
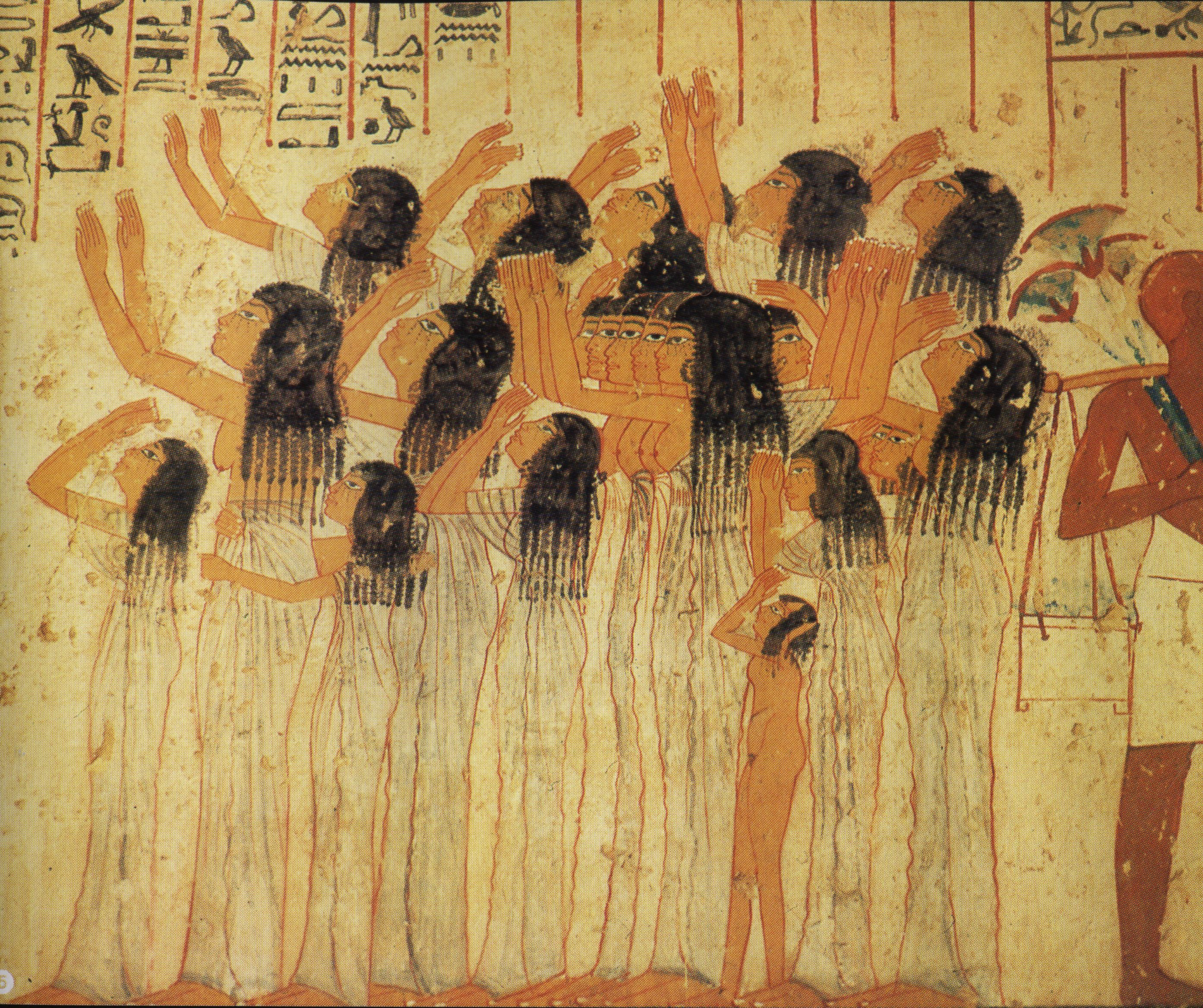
Pleureuses, fresque figurant dans une tombe.

Quatre pleureuses divines sont associées aux quatre génies divins, gardiens des organes vitaux momifiés du défunt :
- Isis, protège le foie, avec Amset ;
- Nephtys, protège la rate, avec Hâpi ;
- Neith, protège les poumons, avec Douamoutef ;
- Serket, protège l'intestin, avec Kébehsénouf.